# Catone (Händel)
Catone oder Cato (HWV A7) ist ein Dramma per musica in drei Akten. Das auf Leonardo Leos Catone in Utica basierende Pasticcio ist eine Bearbeitung Georg Friedrich Händels.

## Entstehung
Fünf Spielzeiten lang, zwischen Dezember 1729 und Juni 1734, war Händel, unterstützt durch den Impresario Johann Jacob Heidegger, praktisch allein verantwortlich für die italienische Oper des King’s Theatre am Londoner Haymarket. Im vorangegangenen Jahrzehnt waren die Opern noch von der Royal Academy of Music, der sogenannten ersten Opernakademie produziert worden, einer Gruppe von Aristokraten und Landadligen, die im Verein mit anderen Subskribenten den Spielbetrieb finanzierten; doch nach dem Scheitern der Akademie 1728 trat die Direktion ihre Rechte für fünf Jahre an Händel und Heidegger ab. Die neue Vereinbarung gab Händel das – für einen Komponisten der damaligen Zeit seltene – Privileg, Opern weitgehend nach eigenem Geschmack zu produzieren. So erweiterte sich das Repertoire der ernsten, heroischen Opern, der Opere serie die von der ersten Akademie bevorzugt wurden, bereits im Februar 1730 um Partenope, die Vertonung eines höchst amüsanten Librettos von Silvio Stampiglia, das die Akademie 1726 schon mal erwogen, jedoch auf Grund seiner „Verworfenheit“ zurückgewiesen hatte. Außerdem kamen Pasticci, Bearbeitungen von Opern führender italienischer Komponisten auf die Bühne, um den Spielplan zu „füllen“. Das erste Pasticcio dieser Serie, Ormisda (1730), war sehr erfolgreich, aber die nachfolgenden Venceslao (1731) und Lucio Papirio dittatore (23. Mai 1732) hatten nur je vier Aufführungen und fielen durch.
Zu Beginn der Spielzeit 1732/33 griff Händel wiederum auf ein Pasticcio zurück, deren Stoff er vermutlich während seiner Italienreise 1729 kennenlernte. Es war eine Oper Leonardo Leos, welche die Karnevalsspielzeit 1729 am 26. Dezember 1728 im Teatro San Giovanni Grisostomo mit Farinelli in der Titelrolle eröffnete, der damit in Venedig debütierte. Leos Werk bildete für Händels Londoner Bearbeitung die Grundlage. Außerdem wurden Arien von Johann Adolph Hasse, Nicola Porpora, Antonio Vivaldi und Leonardo Vinci in das Werk integriert. Die Oper wurde nur fünfmal, am 4., 7., 11., 14. und 18. November 1732 aufgeführt.
Besetzung der Uraufführung
- Catone – Francesco Bernardi, genannt „Senesino“ (Mezzosoprankastrat)
- Marzia – Anna Maria Strada del Pó (Sopran)
- Emilia – Celeste Gismondi, genannt „Celestina“ (Sopran)
- Arbace – Francesca Bertolli (Alt)
- Cesare – Antonio Montagnana (Bass)

Catone wurde in London von einigen als ein Werk Händels angesehen und erhielt als solche eine negative Beurteilung. Dennoch wurde bei John Walsh eine kleine Sammlung von „Favourite Songs“ (sechs Arien) gedruckt.

“I am just come from a long, dull, and consequently tiresome Opera of Handel’s, whose genius seems quite exhausted. […] The only thing I liked in it was our Naples acquaintance, Celestina; who is not so pretty as she was, but sings better than she did.”

„Ich komme gerade von einer langen, langweiligen und damit ermüdenden Oper Händels, dessen Genie erschöpft zu sein scheint. […] Das einzige, was ich mochte, war unsere Bekanntschaft aus Neapel, Celestina, die zwar nicht mehr so schön ist, wie sie war, die aber besser singt, als je zuvor.“

## Libretto
Das Libretto Catone in Utica geht auf Pietro Metastasio, dem späteren kaiserlichen Hofdichters Karls VI., zurück. Es ist das erste von vier Opernlibretti, welches dieser für das Teatro delle Dame in Rom schrieb, bevor er nach Wien ging. Die anderen sind Alessandro nell’Indie, Semiramide riconosciuta (beide 1729) und Artaserse (1730). Alle vier Opern wurden erstmals von Leonardo Vinci vertont. Catone in Utica wurde am 19. Januar 1728 uraufgeführt und sollte mit rund 30 Kompositionen eines von Metastasios beliebtesten Operntexten werden. Pietro Antonio Domenico Bonaventura Trapassi, so sein eigentlicher Name, wusste in dieser Opera seria klassische Form und politisch-moralisch avancierten Inhalt wirkungsvoll zu verbinden. Seine Quellen waren womöglich das frühere Libretto Cateone uticenze (1701) des Venezianers Matteo Noris, Joseph Addisons bekannte und einflussreiche Tragödie Cato (geschrieben 1712, 1725 ins Italienische übersetzt) und Caton d’Utique (1715) von François-Michel-Chrétien Deschamps, einer in der Tradition Pierre Corneilles stehenden französischen Tragödie. Für die Dichter der Opere serie, besonders Metastasio und seinen Vorgänger in Wien, Apostolo Zeno, war die französische Tragödie des 17. Jahrhunderts eine wichtige Inspirationsquelle.
Metastasios Catone in Utica wurde zunächst jedoch mit gemischten Gefühlen aufgenommen. Hatte das Publikum in Neapel Didos Tod in den Flammen am Ende von Didone abbandonata (1724) gerade noch akzeptiert, so waren römische Kritiker nicht bereit, den quälend langsamen Tod des Helden Cato, welcher sich über die letzten zwei Szenen der Oper erstreckte, anzusehen und auf das übliche „lieto fine“ zu verzichten. Publikum und Kritik stießen sich auch an einer gruseligen Szene, die in einem stillgelegten Abwasserkanal spielt. Metastasio, nicht unempfindlich auf Kritik reagierend, überarbeitete daraufhin die zweite Hälfte des dritten Aktes. In dieser seiner zweiten Version wird Catos Tod einfach nur berichtet, und alles, was vom „Acquedotti antichi“ übrig bleibt, ist der Eingang dazu, mit einem der Göttin Isis geweihten Springbrunnen und mehreren Bäumen als visuelle Ablenkung. Für Metastasio waren beide Versionen dieses Drama gleichberechtigt, die meisten Komponisten jedoch, so auch Leonardo Leo, bevorzugten die überarbeitete Fassung.
Die überlieferte Londoner Direktionspartitur („Handexemplar“) von Händels Bearbeitung, die heute in der Staats- und Universitätsbibliothek Hamburg liegt, bestätigt die Vermutung Friedrich Chrysanders, dass die musikalische Vorlage jene Oper Leos war, denn sie gründet sich auf eine Londoner Kopie der Oper Leos aus dem Besitz von Sir John Buckworth, 1726 einer der Direktoren der Royal Academy und 1733 dem Direktorat der Opera of the Nobility angehörend, mit dem Händel in Kontakt stand. Buckworth muss auch auf dem Karneval in Venedig 1729 gewesen sein, denn er ist Widmungsträger der zweiten Oper (Porporas Semiramide) am Teatro San Giovanni Grisostomo während dieser Saison, welche auch in der Kollektion von Buckworth überliefert ist. Dieser brachte also vermutlich die Partitur von Leos Catone mit nach London und lieh Händel diese im Jahre 1732. Diese, heute im Besitz der Royal Academy of Music, enthält Bleistiftnotizen Händels, die Kürzungen und Änderungen der Rezitative markieren, aber sich in erster Linie auf die Eliminierung der in London nicht besetzten Rolle des Fulvio beziehen. Der Tenor, dem Händel diese Rolle vermutlich angedacht hatte, Giovanni Battista Pinacci, war seit Beginn der neuen Spielzeit nicht mehr in Händels Ensemble.

## Handlung

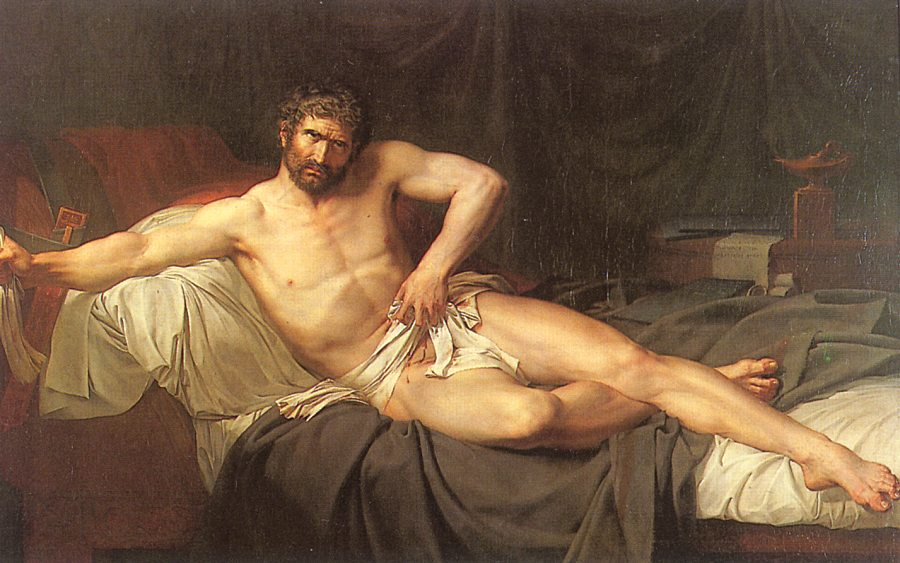
Guillaume Guillon Lethière: Catos Tod in Utica, 1795, Eremitage (Sankt Petersburg).

### Historischer und literarischer Hintergrund
Es ist die in der klassischen Geschichtsschreibung bei Plutarch, in dessen Bíoi parálleloi (Parallele Lebensbeschreibungen), Appianos von Alexandria (Rhomaika) und Cassius Dio  (Historia Romana) erzählte Tragödie des römischen Staatsmannes Cato von Utica, der von 95 bis 46 v. Chr. lebte und als „Vater des Vaterlandes“ in die Geschichte des antiken Rom eingegangen ist. Der Urenkel von Cato dem Älteren und Verfasser berühmter Schriften über die Entstehung Roms und die Punischen Kriege im 2. Jahrhundert v. Chr. war auch der Schwiegervater des Brutus. Als glühender Verfechter der Republik misstraute er sowohl Pompeius als auch Caesar. Als Caesar 49 v. Chr. den Rubikon überschritt, stellte sich Cato auf die Seite des Pompeius. Nach der Niederlage bei Pharsalus, die Pompeius das Leben kostete, floh Cato nach Utica in Africa. Die Flucht nach Utica brachte Cato den Beinamen Uticensis ein. Nach der Niederlage seines Freundes Metellus Scipio gegen Caesar bei Thapsus (Nordafrika) im Jahr 46 v. Chr. beging Cato in Einklang mit seiner stoischen Philosophie Selbstmord.
Aus rein musikalischen Gründen änderte Metastasio den Namen der Witwe des Pompeius, Cornelia Metella, in Emilia und den des Prinzen und späteren Königs von Numidien, Juba, in Arbace.

### Inhalt
Trotz seiner überwältigenden militärischen Übermacht sucht Cesare Catone als Freund zu gewinnen; dabei könnte eine Heirat mit dessen Tochter Marzia, die ihn heimlich liebt, hilfreich sein. Catone hat Marzia jedoch dem numidischen Prinzen Arbace versprochen. Gegen die Verbindung Marzias mit ihrem Todfeind Cesare intrigiert auch Emilia, Witwe des von Cesare ermordeten Pompeio. Catone ist trotz Cesares Entgegenkommen nicht bereit, seine Prinzipien aufzugeben; in auswegloser Lage entscheidet er sich schließlich für den Freitod und zerstört damit auch Marzias Lebensglück. In den historischen Antagonisten Caesar und Cato konfrontiert die hochpolitische Oper zwei unversöhnliche Haltungen: bedenkenlos aus der Macht des Stärkeren abgeleiteter Herrschaftsanspruch auf der einen und republikanischem Rechtsverständnis verpflichtete Gesetzestreue auf der anderen Seite.

### Argomento
„Nach dem Tode des Pompejus, machte sich sein Gegner Julius Cesar zum beständigen Diktator. Man sahe, daß ihm nicht allein Rom und der Rath, sondern die ganze Welt huldigte, ausser dem jüngern Cato, ein Römischer Rathsherr, welcher nachhero nach dem Orte, wo er gestorben war, Cato von Utika genannt wurde: Ein Mann, welcher als Vater des Landes, nicht blos wegen seiner strengen Beobachtung der alten Gebräuche, sondern auch seiner Tapferkeit wegen, verehrt wurde. Er war ein großer Freund des Pompejus, und ein strenger Beschützer der Römischen Freyheit. Diese hatten in Utika den kleinen Rest der zerstreueten Armee des Pompejus, mit Hülfe des Juba Königs der Numidier, eines aufrichtigen Freundes der Republik zusammengezogen, und hatte den Muth sich dem Glücke des Siegers entgegen zu stellen. Cesar kam hier mit einem zahlreichen Heer an, und ob er ihn gleich mit einer so überwiegenden Macht unterdrücken konnte, so wandte er doch statt der Drohungen nur Bitten an, um sich ihm zum Freunde zu machen, weil er seine Tugend sehr hoch schätzte; allein Cato, nachdem er alle Anträge verächtlich abschlagen, und von dem Schutz der Römer sich verlassen sahe, wollte lieber als ein freyer Mann sterben, indem er sich selbst tödtete. Cesar ließ bey dessen Tode Zeichen der grössesten Betrübniß blicken, daß die Nachwelt in Zweifel blieb, ob sie mehr seine Großmuth, welche die Tugend auch im Feinde verehret, oder die Standhaftigkeit des andern bewundern sollte, welcher die verlohrne Freyheit des Vaterlandes nicht überleben wollte.
Der Schauplatz ist in Utika, einer Afrikanischen Stadt.“

## Musik
Mit Catone wollte Händel die Arbeit eines noch unbekannten Vertreters der jüngeren Generation italienischer Komponisten in London vorstellen. Gleichzeitig nutzte er die Gelegenheit, ein weiteres Drama des inzwischen berühmten Metastasio nach seinen eigenen Vertonungen (Siroe, 1728, Poro, 1731 und Ezio, 1732) zu bringen. Seine Änderungen an Leos Partitur erstreckten sich auf Neufassung von Rezitativen sowie auf Transposition, Austausch und Einfügung von Arien anderer Komponisten. Händel war dabei anscheinend bemüht, möglichst viel von Leos Vertonung in seiner Fassung beizubehalten, so sind wesentliche Teile der Rezitative, die (Ouvertüre), eine Sinfonia aus dem Ritornell des Chores Gia il mondo ti cede intero und neun Arien aus der Vorlage übernommen worden, drei weitere wurden erst während der Vorbereitungen der Direktionspartitur gestrichen oder ausgetauscht. Händels Umgangsweise mit den Arien war eine andere als beispielsweise zuvor im Lucio Papirio dittatore und so wurde Catone zur Eröffnung der neuen Saison ein echtes Pasticcio. Die Direktionspartitur enthält fünfundzwanzig vollständig oder teilweise erhaltene Arien (einschließlich derjenigen, die später ausgetauscht wurden). Neben den neun von Leo sind dies sechs von Hasse, vier von Porpora, vermutlich drei von Vivaldi und eine von Vinci. Die Urheberschaft zweier weiterer Arien ist unbekannt. Eine vergleichsweise große Zahl an Änderungen gab es noch während der Proben: noch vor dem Druck des Textheftes wurden zwei der Arien für die Celestina gegen andere getauscht, Montagnana bekam zu seinen drei noch eine dazu, während die Strada auf eine, wahrscheinlich eine originale Leo-Arie, verzichten musste. Nach dem Druck des Librettos und wahrscheinlich nach der Uraufführung, wurden zwei weitere Arien der Gismondi ausgetauscht. Wie schon in Elpidia und Ormisda, war Händel ziemlich großzügig, was die Erfüllung der Wünsche seiner Sänger in der Auswahl der Arien betraf.
Auch bei der Überarbeitung der Rezitative ging Händel anders vor als zuletzt beim Lucio Papirio: Erst schrieb sein Sekretär Smith senior den überarbeiteten Text in die Direktionspartitur. Dann trug Händel alle vorgesehenen Änderungen mit Bleistift in die Direktionspartitur ein, nachdem er in der Leo-Buckworth-Partitur die Kürzungen und einige entscheidende Regieanweisungen eingetragen hatte. Im Anschluss färbte Smith Händels Bleistifteintragungen mit Tinte ein und kopierte den Rest der Noten aus der Buckworth-Partitur.
Händels Bearbeitung von Leos Catone liefert ein exemplarisches Beispiel dafür, wie er sich des Problems der Charakterisierung der Rollen annahm und jedem einzelnen Sänger das richtige Verhältnis von musikalischer und dramatischer Verantwortung zuwies. Aus mehreren Gründen musste er dabei anders verfahren, als zuletzt bei Lucio Papirio dittatore. Metastasios und Leos Catone in Utica musste ganz abweichend für die Londoner Bühne präpariert werden, wobei es auch andere, als rein künstlerische Faktoren zu berücksichtigen gab. Die drastische Kürzung der langen Rezitative Metastasios, war für die Londoner Theatertradition und den Publikumsgeschmack, wie von Giuseppe Riva beschrieben, unabdingbar. Die Auswahl der Arien wurde nicht nur durch die technischen Möglichkeiten, die Stimmlage und die künstlerisch-kreativen Möglichkeiten der neu engagierten Ensemblemitglieder bestimmt, sondern auch durch deren Stellung in der Opernakademie, welche sich in der Höhe ihrer jeweiligen Gage widerspiegelte, und der Bedeutung ihrer Rollen im Drama. Entsprechend einer seit langem etablierten Operntradition, musste das äußere und innere Gleichgewicht einer Aufführung durch die Einhaltung einer Reihe von Konventionen, wie etwa der Unterscheidung erster, zweiter und dritter Rollen aufrechterhalten sein. Dies beeinflusste die Klassifizierung der Arien entsprechend ihrem Affekt und ihrer musikalischen Struktur sowie die Anzahl und Position der Arien eines jeden Sängers. Auch in diesem Bereich kämpfte Händel gegen eine Schematisierung. Aus einem Brief an Francis Colman entnimmt man, dass er die Notwendigkeit sah, ein Auge auf dieses Ranking der Rollen zu werfen, um unerträgliche Einschränkungen zu vermeiden. Darin bittet er Colman

« […] prier de nouveau qu’il ne soit pas fait mention dans les Contracts du premier, second, ou troisieme Rolle, puisque cela nous géne dans le choix du Drama, et est d’ailleurs sujet a de grands inconveniens. »

„[…] erneut, dass in den Verträgen keine Erwähnung erster, zweiter oder dritter Rollen geschieht, da uns dies in der Wahl der Stücke behindert und überdies Ursache großer Unannehmlichkeit ist.“

Sein Hauptanliegen als Operndirektor war es, freie Hand zu haben, während er als Künstler immer bereit war, sich anzupassen. (Er hatte früher bereits Hinweise auf eine ähnliche Haltung im Streit der rivalisierenden Primadonnen Faustina Bordoni und Francesca Cuzzoni 1726–28 gegeben.)
Der Bassist Montagnana zum Beispiel war ein außergewöhnlicher Sänger und Händel konnte von ihm unmöglich erwarten, eine im Drama untergeordnete Rolle, wie etwa die des Fulvio, zu akzeptieren. Er bekam also die Rolle des Caesars, die Leo ursprünglich für den Sopranisten Domenico Gizzi geschrieben hatte und musste folglich wichtige Bass-Arien aus anderen Opern erhalten. Dies bedeutete, dass Metastasios ursprüngliche Absicht, dem jungen, abenteuerlustigen Liebhaber Caesar, einem Sopranisten, in Gestalt des Helden und strengen Vaters Cato eine Männerstimme (Tenor) gegenüberzustellen, auf den Kopf gestellt wurde. Leo hatte sogar die Rolle des Cato für einen Sopran geschrieben und so den patriarchalischen Charakter der Rolle reduziert. Nicolini hatte diesen Part übernommen und nun, in London, war Senesino in vielerlei Hinsicht sein perfekter Nachfolger, der nur Arien von Leo im Catone sang. Mit der Übertragung des Primadonnen-Parts von Lucia Facchinelli auf die Strada gab es kein Problem, Händel gab ihr lediglich noch einen zusätzlichen „last song“, die bekannte Arie Vo solcando un mar crudele (Nr. 24b) aus Vincis Artaserse (1730). Dieser neue Schluss ist freilich eine skurrile Lösung des problematischen „tragico fine“ Metastasios. Trotz der auf die öffentliche Kritik des Schlusses der ersten Fassung folgenden Abschwächung, hatte Metastasio das Accompagnato Ah, se costar mi deve (Nr. 23), in welchem Cesare, obwohl Sieger in der Schlacht, den moralischen Sieg seinem Gegner Cato und dessen Suizid zuerkennt und seine eigenen Lorbeeren verärgert zu Boden wirft, am Ende der Oper belassen. War dadurch in Leos Fassung der kritische und moralisierende Ansatz am Schluss des Dramas noch erhalten, so wurde er hier durch die Eingliederung der bekannten und populären Arie sowohl dramatisch als auch musikalisch geschwächt.
Die Rolle des Arbace, die Leo für Farinelli schrieb, wurde in London so reduziert, dass sie kaum wiederzuerkennen war. Francesca Bertolli war weder in der Lage, noch wurde es ihr erlaubt, eine einzige Arie Farinellis zu singen. Celeste Gismondi (die später in London Frau Hempson wurde und vermutlich identisch ist mit der Soubrette Celeste Resse, die zwischen 1724 und 1732 am Teatro San Bartolomeo in Neapel regelmäßig in Intermezzi sang) sang offenbar nur Arien, in denen sie sich schon bewährt hatte.

## Händel und das Pasticcio
Das Pasticcio war für Händel eine Quelle, von der er in den folgenden Jahren häufiger Gebrauch machte. Sie waren weder in London noch auf dem Kontinent etwas Neues, aber Händel hatte bisher nur eines, L'Elpidia, ovvero Li rivali generosi im Jahre 1724 herausgebracht. Jetzt lieferte er innerhalb von fünf Jahren gleich sieben mehr: Ormisda 1729/30, Venceslao 1730/31, Lucio Papirio dittatore im Jahre 1731/32, Catone, und nicht weniger als drei, Semiramide riconosciuta, Caio Fabbricio und Arbace 1733/34.
Händels Arbeitsweise bei der Konstruktion der Pasticci war sehr verschieden, alle Stoffe aber basieren auf in den europäischen Opernmetropolen vertrauten Libretti von Zeno oder Metastasio, denen sich viele zeitgenössische Komponisten angenommen hatten – vor allem Leonardo Vinci, Johann Adolph Hasse, Nicola Porpora, Leonardo Leo, Giuseppe Orlandini und Geminiano Giacomelli. Händel komponierte die Rezitative oder bearbeitete bereits vorhandene aus der gewählten Vorlage. Sehr selten schrieb er eine Arie um, in der Regel, um sie einer anderen Stimmlage und Tessitur anzupassen. So etwa in Semiramide riconosciuta, wo er eine Arie für einen Altkastraten Saper bramante (Nr. 14) für den Bassisten Gustav Waltz völlig umkomponierte, weil für ihn eine einfache Oktavtransposition (wie seit den 1920er Jahren bis heute teilweise üblich) keine Option war. Wo es möglich war, bezog er das Repertoire des betreffenden Sängers in die Auswahl der Arien mit ein. Meist mussten die Arien, wenn sie von einem Zusammenhang in den anderen transferiert oder von einem Sänger auf den anderen übertragen wurden, transponiert werden. Auch bekamen diese mittels des Parodieverfahrens einen neuen Text. Das Ergebnis musste durchaus nicht immer sinnvoll sein, denn es ging mehr darum, die Sänger glänzen zu lassen, als ein stimmiges Drama zu produzieren. Abgesehen von Ormisda und Elpidia, die die einzigen waren, welche Wiederaufnahmen erlebten, waren Händels Pasticci nicht besonders erfolgreich – Venceslao und Lucio Papirio dittatore hatten nur je vier Aufführungen – aber wie auch Wiederaufnahmen, erforderten sie weniger Arbeit als das Komponieren und Einstudieren neuer Werke und konnten gut als Lückenbüßer oder Saisonstart verwendet werden oder einspringen, wenn eine neue Oper, wie es bei Partenope im Februar 1730 und Ezio im Januar 1732 der Fall war, ein Misserfolg war.
Händel Pasticci haben ein wichtiges gemeinsames Merkmal: Die Quellen waren allesamt zeitgenössische und populäre Stoffe, welche in jüngster Vergangenheit von vielen Komponisten, die im „modernen“ neapolitanischen Stil setzten, vertont worden waren. Er hatte diesen mit der Elpidia von Vinci in London eingeführt und später verschmolz dieser Stil mit seiner eigenen kontrapunktischen Arbeitsweise zu jener einzigartigen Mischung, welche seine späteren Opern durchdringen.

## Orchester
Zwei Oboen, zwei Hörner, zwei Trompeten, Streicher, Basso continuo (Violoncello, Laute, Cembalo).